# Euregio Egrensis

Logo der Euregio Egrensis

Die Euregio Egrensis ist eine Europaregion in Mitteleuropa. Sie wurde 1993 gegründet zur grenzüberschreitenden Zusammenarbeit zwischen Deutschland und Tschechien. Die Region umfasst das östliche Oberfranken, die nördliche Oberpfalz in Bayern, das Vogtland und Westerzgebirge in Sachsen, südöstliche Landkreise in Thüringen sowie nordwestliche Kreise in Böhmen. Egrensis ist das lateinische Adjektiv zu „Egra“, der lateinischen Namensvariante der Stadt Eger, die im Zentrum der Euregio liegt.

## Geschichte
Die erste Idee zur Bildung eines Forums, um die künftigen grenzüberschreitenden Aktivitäten auf kommunaler und regionaler Ebene zu koordinieren und zu unterstützen, kam 1989 auf. Der Vorschlag, eine Euregio zu gründen, wurde 1990 bei einer Tagung im oberfränkischen Marktredwitz gemacht. Kontaktbüros wurden 1991 eröffnet und die notwendigen Fördervereine 1992 gegründet. Im Jahr 1993 wurde die gemeinsame Vereinbarung zur Gründung der Euregio Egrensis unterzeichnet und die Europaregion gegründet.
Heute umfasst das Gebiet der Euregio Egrensis insgesamt eine Fläche von etwa 17.000 km² mit rund zwei Millionen Einwohnern.

## Ziele der Region
Euregio Egrensis soll die negative Einwirkung der staatlichen Grenzen beseitigen, den Lebensstandard der Einwohner sowie die natürlichen und kulturpolitischen Bedingungen verbessern und das Wirtschaftspotenzial in der Region durch gezielte Kooperationsbeziehungen entwickeln.

## Organisation

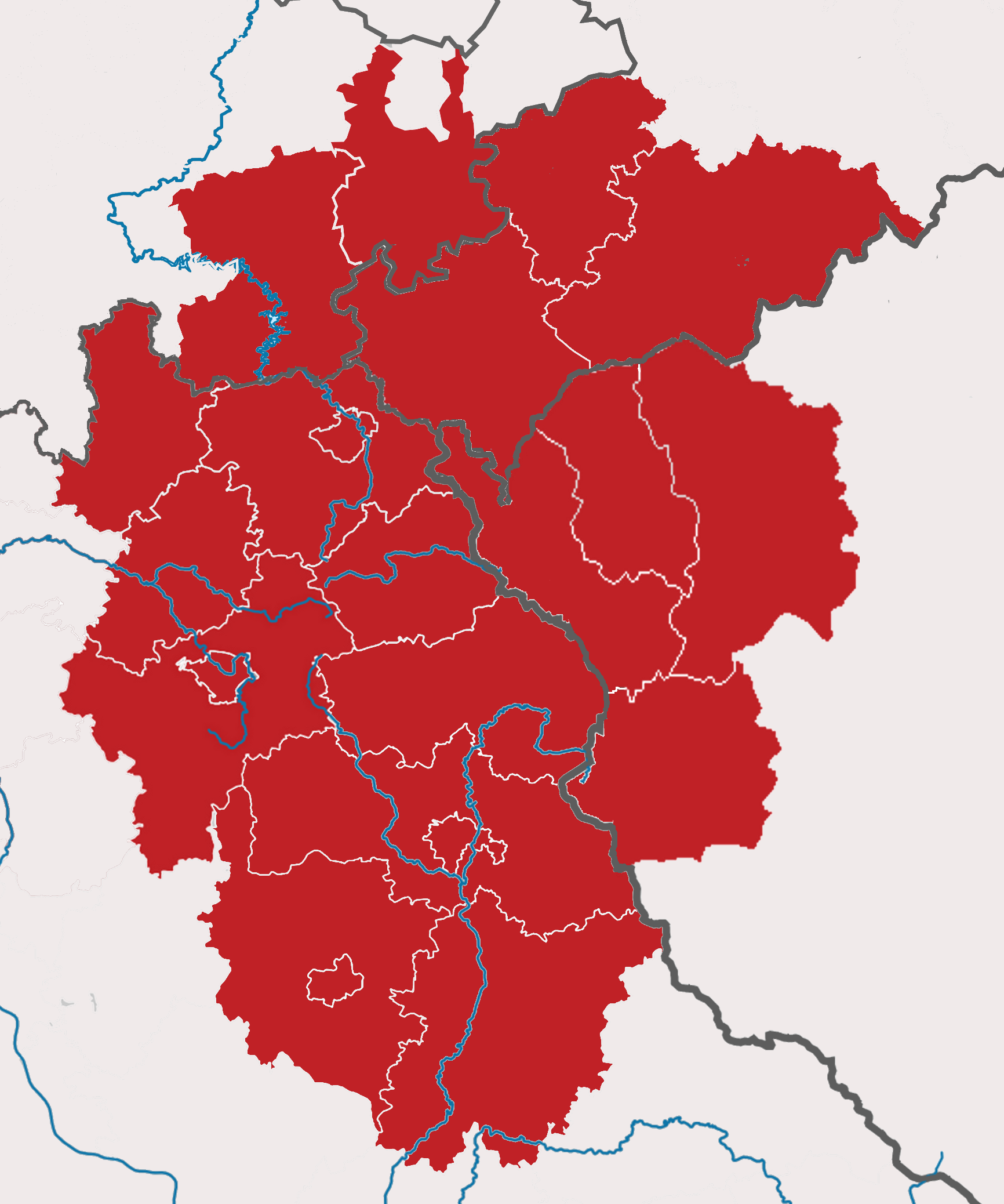
Karte der Euregio Egrensis

Die Europaregion setzt sich aus drei regionalen Arbeitsgemeinschaften zusammen. Diese entsenden jeweils drei Vertreter und einen Geschäftsführer in das gemeinsame Präsidium. Der gemeinsame Präsident wird für zwei Jahre abwechselnd aus den Mitgliedern der drei Arbeitsgemeinschaften gewählt.
- In der Arbeitsgemeinschaft Sachsen/Thüringen e. V. sind der Vogtlandkreis, Plauen, der Erzgebirgskreis, der Landkreis Greiz und der Saale-Orla-Kreis aktiv.
- Zur Arbeitsgemeinschaft Bayern gehören die Landkreise Kronach, Hof, Kulmbach, Wunsiedel im Fichtelgebirge, Bayreuth, Tirschenreuth, Neustadt an der Waldnaab, Amberg-Sulzbach und Schwandorf sowie Hof, Bayreuth, Amberg und Weiden in der Oberpfalz.
- Die tschechischen Mitglieder sind in der Arbeitsgemeinschaft Böhmen organisiert. Dabei handelt es sich um die Bezirke Okres Karlovy Vary, Okres Tachov, Okres Cheb und Okres Sokolov. Zur Region gehört die historische Kulturlandschaft des Musikwinkels.

## Arbeitsfelder
Jede Arbeitsgemeinschaft bearbeitet einen Themenschwerpunkt federführend für das gesamte Gebiet der Euregio. Die sogenannte „Sprachoffensive“, die in der Grenzregion die Tschechisch- bzw. Deutschkenntnisse steigern will, wird von der Arbeitsgemeinschaft Bayern geleitet. Der Themenschwerpunkt „Verkehr und Infrastruktur“ ist bei der Arbeitsgemeinschaft Sachsen/Thüringen angesiedelt, der Schwerpunkt „Kur- und Bäderwesen, Tourismus“ bei der Arbeitsgemeinschaft Böhmen.
Neben Großprojekten im Bereich der Verkehrsinfrastruktur und der Tourismusförderung finden viele Projekte statt, die die Völkerverständigung fördern sollen. Dazu gehören unter anderem jährliche Jugendfreizeiten, Schulpartnerschaften und Austauschprogramme.